# Deézsi Irén
Deézsi Irén (Budapest, 1917. január 2. – Budapest, 1958. január 20.) a Központi Fizikai Kutató Intézet spektroszkópiai osztályának tudományos munkatársa. Magyar fizikus, matematika- és fizikatanár.

## Életpályája
Szülei: Deézsi Dániel és Schum Éva voltak. Középiskolai tanulmányainak elvégzése után adminisztrátor lett. 1945-ben a József Nádor Műszaki és Gazdaságtudományi Egyetemen matematika-fizika szakos gazdasági szaktanári diplomát kapott. 1946-ban középiskolai tanári oklevelet szerzett. Schmid Rezső (1904–1943) és Gerő Loránd (1910–1945) tanítványaként az egyetem spektroszkópiai laboratóriumában dolgozott, majd Ózdon, illetve Pápán oktatott. 1949-ben doktorált. 1950-től a Veszprémi Vegyipari Egyetemen tanársegéd lett, közben a budapesti műszaki egyetemen a spektroszkópiai laboratóriumban is dolgozott. 1951-től a Központi Fizikai Kutatóintézet tudományos munkatársaként jelentős kutatásokat végzett a molekulaspektroszkópia területén.
Több tudományos közleménye jelent meg e témakörből, többek között A nitrogén-oxid-molekula ún. γ-, ε-, β-, δ- sávjairól (Fizikai Szenle, 1956. 4. sz.).

## Művei
- Az O2, CO, N2 és NO molekulák; spektroszkópiailag meghatározható disszociációs energiáinak és az elektronütköztetési kísérletek eredményeinek összehasonlító vizsgálata. (Doktori értekezés; Budapest, 1947)
- Újabb vizsgálatok a stronciumoxid kék sávjain (Koczkás Edittel és Mátrai Tiborral; Fizikai Szemle 1952. 4-5-6. szám 1. oldal)
- Rotationsanalyse einiger blauen Banden des SrO Moleküls. Acta Physica Hung. 3, 95. (1953) és Magyar Fizikai Folyóirat 2, 189 (1954)
- Schmid Rezső tudományos munkássága (Fizikai Szemle 1955. 6. szám 1. oldal)[4]
- A nitrogénoxid molekula ún. g -, e -, b - és d -sávjairól (Magyar Fizikai Szenle, 1956. 4. sz.)
- Further bands in the g , e and b band systems of the molecular spectrum of nitric oxide. Acta Phys. Hung. 7, 111 (1957)
- Further rotational analysis of g -Bands of nitric oxide. Acta Phys. Hung. sajtó alatt.
- A NO-molekula színképében v'=7-es b-sávok észlelése. 1958. jan. hóban befejezett, az Acta, Phys. Hung.-nak szánt új dolgozat